# École pratique des hautes études
A párizsi École pratique des hautes études (EPHE) egy párizsi felsőoktatási intézmény, de nem klasszikus értelemben vett egyetem.
Az EPHE-t 1868. július 31-én alapította Victor Duruy francia oktatási miniszter rendelete, és a grandes écoles egyike. A fő gondolat az volt, hogy a diákokat a kutatási gyakorlatban való részvétel révén készítsék fel a kutatásra. Nem volt szükség diplomára, és nem is adtak ki.
Vallástudományi és történelmi diplomái a világ legjobbjai közé tartoznak.
Az EPHE folyamatosan képzett világszínvonalú szakértőket az ázsiai és iszlám tanulmányok területén, köztük befektetési bankárokat, diplomatákat és e területekre szakosodott katonatiszteket.

## Híres diplomások
- Marianne Bujard, svájci sinológus
- James Darmesteter, francia tudós
- Louis Frédéric, francia történész, orientalista
- Solange Gannay, francia etnológus
- Bronisław Geremek, lengyel középkortörténész, politikus
- Vajda György, arabista, hebraista történész, eszmetörténész, egyetemi tanár